# 10 Things I Hate About You (telessérie)
10 Things I Hate About You (em Portugal 10 Coisas que Odeio em Ti e no Brasil 10 Coisas que Eu Odeio em Você) é uma série teen baseada no filme de mesmo nome que foi inspirado no livro de William Shakespeare, A Megera Domada. O diretor do filme, Gil Junger, dirigiu episódios da série. Foi lançada dia 7 de julho de 2009.
Mesmo com o grande sucesso obtido pelos 20 primeiros episódios a série foi cancelada com, somente, uma temporada.
No Brasil, foi exibida pelo canal pago Animax, em 2010.

## Enredo
As irmãs Stratford, Kat (Lindsey Shaw) e Bianca (Meaghan Jette Martin), acabaram de se mudar de Ohio para a Califórnia.
Quando elas começam a frequentar a nova escola, elas têm objetivos muito semelhantes. É claro que uma irmã quer se destacar e a outra só quer se encaixar. Kat é legal, inteligente, de temperamento forte feminista e quer salvar o mundo e sair da escola o mais rápido que puder. Quando ela conhece o intenso Patrick Verona (Ethan Peck), faíscas começam a voar.
Bianca é bastante sociável, cujo principal objetivo na vida é ser popular, mas quando a chefe da líderes a faz de mascote, ela percebe que tem um longo caminho a percorrer. Como elas começam um ano instável em Pádua High, Kat e Bianca tentam navegar a multidão popular, os meninos e o pai super-protetor (Larry Miller). Bianca tenta de tudo para ser popular e se tornar uma líder de torcida - embora se envolver com o namorado (Chris Zylka), da garota mais popular (Dana Davis) na escola cria novos desafios.

### Sobre a série
A série começa com o 1º dia das irmãs Kat e Bianca na escola de Pádua High School (que na peça de Shakespeare é a cidade aonde as irmãs moram), aonde já estudam Cameron e Patrick Verona, e aí é que está a grande diferença entre o filme e a série, no longa é Cameron que acaba de chegar ao colégio, Bianca já é super popular e “comanda” o colégio, enquanto Kat já é temida e possuiu uma péssima reputação entre os alunos. Uma das grandes mudanças da série é como os personagens se conhecem e, a personalidade um pouco diferente de Patrick Verona, provavelmente para fugir da figura de Heath Ledger.
Do elenco original, a série só conta com Larry Miller , o pai das irmãs Stratford e na produção executiva Gil Junger, diretor do filme de 1999.

## Elenco
- Lindsey Shaw como Kat Stratford
- Meaghan Jette Martin como Bianca Stratford
- Larry Miller como  Dr. Walter Stratford
- Ethan Peck como  Patrick Verona
- Nicholas Braun como  Cameron James
- Dana Davis como Chastity Church
- Kyle Kaplan como Michael Bernstein
- Chris Zylka como Joey Donner
- Jolene Purdy como Mandella
- Benjamin Stone como William Blankenship "Blank"
- Allie Gonino como Michelle
- Justin Leecomo Charlie Woo

## Episódios
1×01 – Pilot
1×02 – I Want You to Want Me
1×03 – Won’t Get Fooled Again
1×04 – Dont Give a Damn About My Bad Reputation
1×05 – Don’t Give Up 
1×06 – You Can’t Always Get What You Want 
1×07 – Light My Fire 
1×08 – Dance Little Sister 
1×09 – (You Gotta) Fight for Your Right (to Party) 
1×10 – Don’t Leave me This Way 
1×11 – Da Repercussions 
1×12 – Don’t Trust Me 
1×13 – Great Expectations 
1×14 – Meat is Murder
1×15 – The Winner Takes It All
1×16 – Too Much Information
1×17 – Just One Kiss
1×18 – Changes 
1×19 – Ain’t No Mountain High Enough 
1×20 – Revolution (Series Finale)

## Recepção
10 Things I Hate About You recebeu 67 pontos dos 100 no Metacritic. Vários críticos elogiaram a série por conter um diálogo inteligente, além de personagens atraentes e enraizados.
As opiniões menos favoráveis vieram de Alessandra Stanley, do The New York Times, que disse que a série "não era muito inventiva", e o The New York Post concluiu que o espetáculo é "divertido, bobo estúpido", cujos "atores são todos maravilhosos e que fazem uma bobagem de forma divertida."